# Cordyceps clavulata
Cordyceps clavulata är en svampart som först beskrevs av Ludwig David von Schweinitz, och fick sitt nu gällande namn av Ellis & Everh. 1892. Cordyceps clavulata ingår i släktet Cordyceps och familjen Cordycipitaceae.   Inga underarter finns listade i Catalogue of Life.
I den svenska databasen Dyntaxa används istället namnet Ophiocordyceps clavulata för samma taxon.  Arten är reproducerande i Sverige.